# Luna (hudební skupina)
Luna byla americká hudební skupina, založená Deanem Warehamem po odchodu ze skupiny Galaxie 500 v roce 1991. Své první album s názvem Lunapark skupina vydala v srpnu 1992 u vydavatelství Elektra Records. Druhé album Bewitched vyšlo v březnu 1994 a v roli hostů se zde představili kytarista Sterling Morrison, trumpetista Frank London a producentem byl Victor Van Vugt. O rok později skupina vydala třetí album Penthouse, kde opět hrají hosté – tentokrát kytarista Tom Verlaine a violoncellistka Jane Scarpantoni. Později skupina vydala ještě alba Pup Tent (1997), The Days of Our Nights (1999), Romantica (2002) a Rendezvous (2004).
Skupina se rozpadla v roce 2005, dva z jejích členů – Britta Phillips a Dean Wareham – pokračují v duu Dean & Britta. Deset let po jejím rozpadu se členové opět dali dohromady a roku 2017 vydali nové album A Sentimental Education, které obsahovalo coververze, stejně jako EP A Place of Greater Safety, na němž se nachází šest nových písní.